# قائمة زملاء الجمعية الملكية المنتخبين في 1941
هذه الصفحة تعرض قائمة زملاء الجمعية الملكية المُنتخبين لعام 1941.

## الزملاء
- جوزيف نيدام
- Hugh Scott (entomologist) [الإنجليزية]‏
- هاوارد فلوري
- ويليام نويل بنسون
- Philip Bruce White [الإنجليزية]‏
- آلان أرنولد غريفيث
- Thomas Gerald Room [الإنجليزية]‏
- Alexander Robertson (chemist) [الإنجليزية]‏

## الأعضاء الأجانب
- كارل لاندشتاينر